# Cseke László (újságíró)

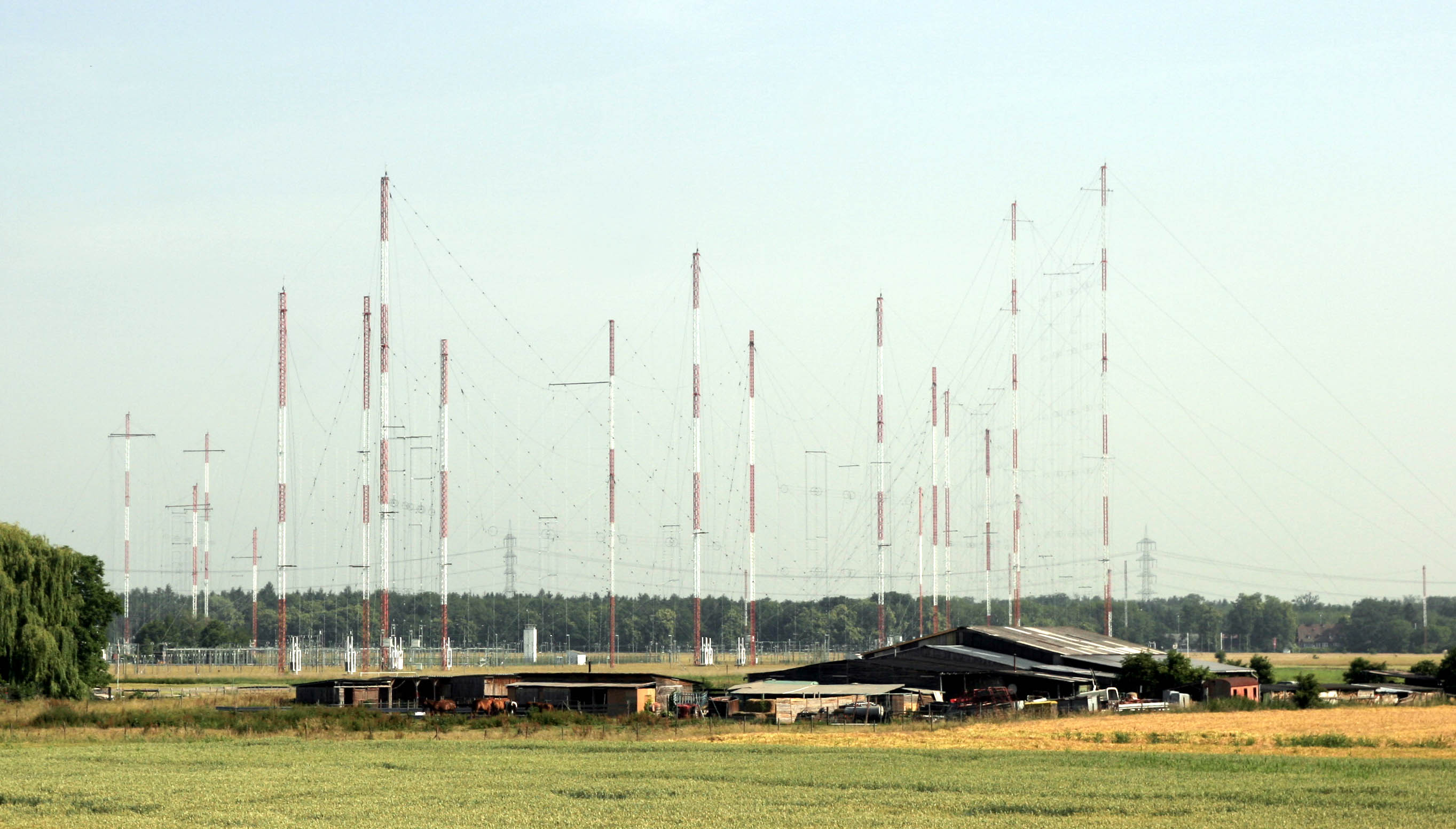
A Szabad Európa Rádió adóállomása

Cseke László, született Ekecs Géza (Budapest, 1927. március 24. – München, 2017. november 13.) magyar újságíró, rádiós műsorvezető.

## Életútja
1945-ben érettségizett, majd a bécsi Technische Hochschuléban tanult, ahol rádiótechnikusi oklevelet szerzett. Újságírói pályáját a Kossuth Népe és a Hazánk munkatársaként kezdte. 1949-ben Németországba menekült, majd Párizsban telepedett le. 1950-51-ben a Talpra Magyar, a Szabad Magyar Kisparaszt és a Szabad Magyar Munkás szerkesztője volt. Emigráns lapokba és folyóiratokba – többek között a Látóhatárba – írt karcolatokat, naplójegyzeteket, filmcikkeket. 1951-ben Münchenbe költözött, ahol a Szabad Európa Rádió belső munkatársa lett. Színes riportokat és filmszemléket írt, megszervezte a rádió zenés szórakoztató műsorait, valamint Cseke László néven az 1960-as, 1970-es, 1980-as években népszerű disc-jockey volt (a "Délutáni randevú" és a "Teenager party" szerkesztő-műsorvezetőjeként), elsősorban fiatalok körében. Könyve: A mikrofonnál és a lemezjátszónál Cseke László; Szabad Tér, Bp., 1996